# Francesca Vendrell i Gallostra
Francesca Vendrell i Gallostra (Barcelona, 1902 - 1994) fou una historiadora medievalista catalana, muller de l'hebraísta Josep Maria Millàs i Vallicrosa.
Estudià filosofia i lletres a Barcelona i es llicencià el 1921. Es doctorà l'any 1931 amb la tesi La corte literaria de Alfonso V de Aragón y tres poetas de la misma (1933). Des de 1984, fou membre de l'Acadèmia de Bones Lletres de Barcelona on hi llegí el discurs d'entrada "Margarida de Prades en el regnat de Ferran d'Antequera".
Catedràtica de Llengua Llatina i de Llengua i Literatura Espanyola, va començar a l'Institut Balmes de Barcelona des del curs 1922-1923 exercint d'ajudant gratuït i l'any 1928 passà a ser professora numerària. Va treballar tres mesos a Manresa, durant el curs 1934-1935. L'any 1935 es va casar amb Josep Maria Millàs i Vallicrosa i va agafar una excedència fins al gener de 1938 quan tornà l'institut de Vilafranca del Penedès. Va superar favorablement el procés de depuració del magisteri i fou confirmada en el càrrec el 7 de juny de 1940. Després de la Guerra Civil va tornar a treballar a l'Institut Balmes, de Barcelona, i va publicar diversos estudis d'història medieval.

## Obres
Publicà importants treballs sobre jueus i conversos de la Corona d'Aragó al s. XV a Sefarad i altres revistes científiques, i sobre l'època de Ferran I.
- En torno a la redacción del acta de Caspe, 1957
- La aljama de Teruel y la proclamación de Fernando de Antequera, 1962-63
- El cancionero de palacio edició crítica, 1946
- Jaume el Dissortat, darrer comte d'Urgell, 1956, en col·laboració amb Àngels Masià de Ros
- autora del capítol Los cancioneros del siglo XV, de la Historia general de las literaturas hispánicas dirigida per G.Díaz-Plaja
- Rentas reales de Aragón de la época de Fernando I (1412-1416), 1977
- Violante de Bar y el Compromiso de Caspe, Barcelona, Acadèmia de Bones Lletres de Barcelona, 1992.

## Reconeixements
L'any 2020, s'inclogué dins del projecte “Mujeres Investigadoras en los Archivos Estatales (1900-1970)” per a la descripció arxivística i per a la creació d'un microlloc específic al Portal d'Arxius Espanyols (PARES), desenvolupat entre els anys 2020 i 2023. Aquest projecte ha estat impulsat per la Subdirecció General d'Arxius Estatals, amb l'objectiu de visibilitzar la tasca d'investigació realitzada a Espanya per dones en l'interval 1900-1970 a partir dels registres documentals que es conserven als Arxius de Gestió dels Arxius Espanyols del Ministeri de Cultura (l'Arxiu Històric Nacional, l'Arxiu de la Corona d'Aragó, l'Arxiu General de Simancas, l'Arxiu General d'Índies, l'arxiu de la Reial Cancelleria de Valladolid, l'Arxiu General de l'Administració i el Centre d'Informació Documental d'Arxius).